# Blend S
Blend S (яп. ブレンド・Ｓ бурэндо S) — манга, написанная Миюки Накаямой. В Японии манга публиковалась издательством Houbunsha, всего вышло восемь томов. В период с октября по декабрь 2017 года транслировалась аниме-адаптация манги, созданная студией A-1 Pictures. Режиссёром выступил Рёдзи Масуяма.

## Сюжет
Из-за своего пугающего взгляда добрая старшеклассница Майка Сакураномия испытывает проблемы с поиском подработки. Повествование начинается с того, что её берут на работу в кафе, все официантки в котором во время обслуживания посетителей должны играть разные роли, например цундэрэ или младшей сестрички. Для Майки подготовлена очень непростая роль: она должна будет перевоплотиться в самую настоящую садистку.

## Персонажи
Майка Сакураномия (яп. 桜ノ宮 苺香 Сакураномия Майка) — главная героиня, шестнадцатилетняя официантка «Stile». Добрая и неуклюжая девушка. Её «садистский» взгляд привлёк внимание Дино, искавшего официантку на роль «девушки-садистки» в кафе, и вскоре пригласил её на работу. Майка из семьи, которая придерживается строгих традиционных японских ценностей. Работает неполный рабочий день, чтобы в будущем учиться за границей за свой счёт. Она обожает Дино из-за его светлых волос, но игнорирует его влюблённость в неё.
Сэйю: Адзуми Ваки
Кахо Хината (яп. 日向 夏帆 Хината Кахо) — семнадцатилетняя официантка «Stile», которая ведёт себя как цундэрэ. Любит играть в видеоигры, в которых предпочитает аркады, но из-за этого хобби у Кахо быстро заканчиваются деньги. Несмотря на поведение цундэрэ-персонажа, у настоящей Кахо совершенно другой характер; так же, как и Майка, она учится вживаться в свою «роль». В настоящее время является самой популярной официанткой в «Stile».
Сэйю: Акари Кито
Мафую Хосикава (яп. 星川 麻冬 Хосикава Мафую) — одна из официанток «Stile». Несмотря на миниатюрную комплекцию — двадцатилетняя студентка колледжа. Из-за внешности выполняет роль «младшей сестры». Уставая от этого образа, Мафую по-настоящему счастлива, если кто-то называет её «старшей сестрой». Зрелая, редко проявляет эмоции. У неё есть младший брат, который выше её.
Сэйю: Андзу Харуно
Миу Амано (яп. 天野 美雨 Амано Миу) — двадцатидвухлетняя художница. Лидер известной группы мангак «Ханадзоно». В кафе играет роль «старшей сестры». Изначально пришла в кафе в качестве клиента, но Дино позже отыскал её и пригласил на работу. Миу согласилась на предложение, подумав, что это пойдёт на пользу её манге. Её хобби — наблюдать за людьми, их поведением и привычками.
Сэйю: Ацуми Танэдзаки
Хидэри Кандзаки (яп. 神崎 ひでり Кандзаки Хидэри) — шестнадцатилетний юноша, подрабатывающий официантом в «Stile», в котором ему отведена роль «идола». Носит костюм горничной бирюзового цвета, а волосы предпочитает завязывать чёрной лентой. Много трудится, чтобы стать лучшим.
Сэйю: Сора Токуи
Дино (яп. ディーノ Ди:но) — двадцатишестилетний менеджер мейд-кафе «Stile». Очень любит аниме-девочек и фигурки по аниме. Часто смотрит аниме до позднего вечера. При возбуждении у него обильно течёт кровь из носа. 
Сэйю: Томоаки Маэно
Коё Акидзуки (яп. 秋月 紅葉 Акидзуки Ко:ё:) — двадцатиоднолетний шеф-повар в «Stile». Обожает юри, поэтому так рад видеть клиенток с подружками, представляя их вместе.
Сэйю: Тацухиса Судзуки

## Аниме
| № серии | Название | Трансляция в Японии |
| ------- | --- | ------------------- |
| 1       | First-Time Super Sadist «Хадзимэтэ но до эсу» (はじめてのドS)                                                                 | 8 октября 2017 г.   |
| 2       | Sweets Without Honor «Дзинги наки суи:цу» (仁義なきスイーツ)                                                                  | 15 октября 2017 г.  |
| 3       | After the Date, Rated R «Дэ:то ноти дзю:хати-кин» (デートのち18禁)                                                            | 22 октября 2017 г.  |
| 4       | The New Girl is a Big Sister «Ко:хай ва онээ-сан (кэндзэн)» (後輩はおねえさん（健全）)                                        | 29 октября 2017     |
| 5       | Cold After the Rain «Амэ ноти кадзэ» (雨のちカゼ)                                                                             | 5 ноября 2017       |
| 6       | By The Waterfront Et Cetera (For Adults) «Мидзубэ но мацувару этосэтора (сэйдзин-дзуми)» (水辺にまつわるエトセトラ（成人済）) | 12 ноября 2017      |
| 7       | Busy with Bananas and Strawberries «Банана ни итиго дэ, исогасий» (バナナにイチゴで、いそがしい)                              | 19 ноября 2017      |
| 8       | An Idol Character, Too «Айдору дзокусэй мо, цуйтэмасу» (アイドル属性も、ついてます)                                           | 26 ноября 2017      |
| 9       | Owner Inauguration, Sister Attack «О:на: сю:нин, сисута: сю:рай» (オーナー就任、シスター襲来)                                 | 3 декабря 2017      |
| 10      | I'll Teach You «Осиэтэ, а-гэ-ру» (おしえて、あ・げ・る)                                                                       | 10 декабря 2017     |
| 11      | Good at Tsundere, Bad at Cornering «Цундэрэ дзё:дзу, кабэ-дон ва хэта» (ツンデレ上手、壁ドンは下手)                           | 17 декабря 2017     |
| 12      | I Love You! «Дайсуки дэсу!» (大好きですっ!)                                                                                   | 24 декабря 2017     |

## Интернет-мем
Начало опенинга этого аниме стало интернет-мемом, суть которого в том, что сначала проигрываются первые секунды опенинга со словами, начинающимися на букву «S» (smile, sweet, sister, sadistic, surprise, service), а затем вставляется какое-либо другое слово или другая фраза тоже с первой буквой «S» или русской «С». Наиболее часто эта фраза вообще не имеет отношение к аниме и его персонажам, а наоборот — полной противоположностью опенинга, к примеру строчка из тяжёлой песни (strike at zero-hour) или другого интернет-мема (Саша, диктор с канала «Мастерская настроения»).